# Малыш Нельсон
Лестер Джозеф Гиллис (англ. Lester Joseph Gillis; 6 декабря 1908 — 27 ноября 1934), получивший известность как Малыш Нельсон (англ. Baby Face Nelson) — американский гангстер, грабивший банки. Совершил шесть доказанных убийств.

## Ранняя жизнь
Нельсон родился 6 декабря 1908 года в Чикаго, штат Иллинойс, США и был младшим, седьмым ребёнком в семье бельгийских эмигрантов Джозефа и Мэри Гиллис. Отец, угрюмый пьяница, работал в кожевенной мастерской. Гиллисы были известны как честные люди: никаких нарушений закона за ними не числилось. С самых ранних лет обнаружились упрямство и агрессивность Нельсона. Он был из тех детей, кто готов ринуться в драку с подростками на голову выше себя. К 11 годам он уже руководил бандой хулиганов. Они угоняли машины и отнимали деньги у продавцов газированной воды. Школу он прогуливал так часто, что в конце концов его отправили в специальное учебное заведение для трудных подростков.

## Первые преступления
4 июля 1921 года 12-летний Нельсон получил год детской колонии за то, что из украденного пистолета ранил в лицо соседского мальчика. На следующий год после выхода на свободу в 1922 году Нельсон был тут же арестован за угон машины с целью покататься на ней.
За это преступление он был отправлен в колонию еще на полтора года. Нельсон вышел из тюрьмы в начале 1924 года. И почти на четыре года завязал с преступной деятельностью, но в начале 1928 года, он познакомился на одной из «сходок» со многими преступниками города и по их предложению стал перевозчиком контрабандного алкоголя и сигарет. Благодаря этой работе 19-летний Нельсон стал своим среди многих гангстеров Чикаго того времени. В конце 1929 он собрал собственную банду.
6 января 1930 года банда Малыша Нельсона совершила ограбление дома Чарльза Рихтера на сумму более $25000. В марте того же года банда ограбила другой дом известного в городе банкира на сумму $50000. 21 апреля 1930 банда Нельсона совершила первое нападение на банк и завладела $4000. В мае 1930 банда Нельсона совершила ограбление ювелирного магазина на сумму более $25000. Через три дня Нельсон со своими людьми напал на государственный банк Чикаго и завладел $5000.
Еще через четыре дня банда Нельсона совершила дерзкое нападение на дом мэра Чикаго и ограбила его на сумму $18000. Во время ограбления в доме находилась жена мэра Билла Томпсона, она составила первое описание 21-летнего Малыша Нельсона: «Он невысокого роста, красив лицом, выглядит очень молодо, почти как ребенок, он был одет в серое пальто и коричневую шляпу».
23 ноября 1930 года во время ограбления закусочной в городе Сумит, Иллинойс, США банда Нельсона напоролась на засаду, устроенную полицейскими и в результате ожесточенной перестрелки были убиты трое полицейских и еще трое получили ранения, бандиты покинули закусочную с пустыми руками.
26 ноября 1930 года во время ограбления бара «Waukegan Road» Нельсон совершил первое убийство, застрелив попытавшегося оказать сопротивление посетителя — Эдвина Томпсона.

## Побег из тюрьмы и деятельность на западе
В январе 1931 года банда Малыша Нельсона была ликвидирована: один из её членов был убит в перестрелке, еще три, включая главаря, задержаны. На допросах бандиты указали, что всеми действиями банды руководил именно Лестер Джозеф Гиллис, известный как «Малыш Нельсон». Суд приговорил всех членов банды к длительным срокам заключения, а сам Гиллис как рецидивист за серию вооруженных ограблений и убийство был приговорен к пожизненному заключению в Хантсвиллской тюрьме.
В феврале 1932 года благодаря помощи знакомых бандитов с воли Лестер Гиллис совершил побег из тюрьмы и укрылся в городе Рино, а затем переехал в Сосалито, штат Калифорния. В городе первое время он вел себя спокойно и обзаводился знакомыми, так он встретил двух калифорнийских гангстеров — Джона Пола Чейса (1901—1973) и Фаусто Негри, которые, в свою очередь, познакомили его с самым знаменитым грабителем банков Калифорнии того времени — Эдди Бенцем (1894—1979).
До лета 1933 года Нельсон был всего лишь шофером в банде из города Рино, где промышлял мелкими разбоями, чтобы не сильно попадать в поле зрения полиции. 18 августа 1933 года совместно с Эдди Бенцем 24-х летний Малыш Нельсон совершил нападение на банк в городе Гранд-Хейвен штат Мичиган, США.

## Рост популярности в преступном мире
Сразу после ограбления банка в Мичигане Лестер Гиллис собрал банду, состоящую из Хомера Меттера (1906—1934), Томми Кэррола (1901—1934), Эдди Грина (1898—1934) и самого Малыша Нельсона. 23 октября 1933 все четверо ограбили банк в городе Брейнерд, Миннесота, США на сумму около 32000$. По словам очевидцев, Малыш Нельсон был очень нервным и во время этого ограбления выпустил несколько очередей из автомата над головами посетителей банка.
Затем Гиллис вместе с бандой, женой Хелен и ребенком Рональдом скрылись в городе Сан-Антонио, штат Техас. В городе банда обзавелась новым оружием. Сам Лестер купил себе автоматический 9-миллиметровый пистолет «Colt». 11 декабря 1933 года по наводке одной из местных жительниц дом, где скрывалась банда, был окружен полицией. В результате ожесточенной перестрелки погиб полицейский Н. Перрен, и еще один — Ал Хартман — получил тяжелое ранение. Бандитам удалось сбежать и разделиться. Хомер, Томми и Эдди отправились на север, а сам Нельсон с семьей скрылся в Калифорнии, где встретился со своими старыми знакомыми Джоном Полом Чейсом и Фаустом Негри, которым предложил совместную деятельность, и те согласились.

## Сотрудничество с Джонни Диллинджером
Из-за бешеной охоты на него Малыш Нельсон приостановил деятельность до весны 1934 года.
Тем временем 3 марта 1934 из тюрьмы штата Индиана совершил очередной побег самый известный грабитель банков того времени — Джон Диллинджер. На следующий день он прибыл в город, в котором находился Малыш Нельсон. В сопровождении Джона Пола Чейса, Лестер Гиллис поехал на встречу с Диллинджером. Он так спешил, что по дороге застрелил медленно едущего перед ним водителя Теодора Киддера.
6 марта 1934 года банда Малыша Нельсона из шести человек ограбила банк в Су-Фолсе (Южная Дакота) на сумму около 50000$. При этом Нельсон тяжело ранил полицейского Хейла Китта, попытавшегося помешать ограблению. 13 марта 1934 года банда, состоящая из Джонни Диллинджера, Малыша Нельсона, Эдди Грина, Джона Пола Чейса, Джона Гамильтона и Гомера ван Митера, совершила налет на банк в городе Мейсон-Сити, штат Айова, ограбив его на сумму около 52000$. В результате перестрелки с прибывшей полицией были ранены Диллинджер и Гамильтон. 3 апреля 1934 года был убит попавший в полицейскую засаду и не оказавший сопротивления Эдди Грин. Тем временем Диллинджер и Гамильтон скрылись в северных штатах, а Чейс и Нельсон — в городе Рино.

### Попытка ликвидации бандитов
20 апреля 1934 банда в составе Диллинджера, Нельсона, Гамильтона и Ван Митера встретилась в загородном отеле в Манитовиш-Уотерс, Висконсин, чтобы провести выходные. Позже к ним присоединился друг Диллинджера Пэт Райлли и жена Малыша Нельсона с сыном. Вечером 22 апреля 1934 года по наводке соседей из Чикаго для взятия преступников прибыла группа агентов ФБР во главе с агентом Первисом, однако те по ошибке обстреляли автомобиль гражданских, убив водителя и ранив трех его пассажиров.
Банда узнала о приближении ФБР и Диллинджер, Ван Митер и Гамильтон тут же сбежали через черный ход, который еще не был оцеплен и направились в близлежащий лес, чтобы скрыться. Гиллис же не успел скрыться, по причине того, что спал, и ему пришлось прорываться через агентов. Выбежав на улицу через чёрный ход, он обстрелял ничего не ожидавших агентов во главе с Первисом и сумел скрыться в лесу.
Через полтора часа, преодолев около одной мили пешком, он захватил автомобиль и, угрожая пистолетом водителю, заставил его ехать к ближайшему дому, однако спустя несколько минут он приказал водителю остановиться у одного из домов, в котором жил Элвин Корнер. Перед тем, как быть взятым в заложники, он успел сообщить о подозрительных людях в полицию. К дому Корнера тут же прибыли шесть сотрудников ФБР. Нельсон каким-то образом сумел завладеть их автомобилем и, держа на прицеле агентов, усадил в него двух заложников. В какой-то момент Нельсону показалось, что один из агентов хочет достать запасной пистолет, и он открыл по ним шквальный огонь из пистолета, убив агента Картера Баума и тяжело ранив агентов Кристенсона и Ньюмона. В суматохе ему удалось скрыться, однако через 15 миль автомобиль Нельсона угодил в аварию. Сам Нельсон скрылся в лесу, где несколько дней жил в заброшенном лесничем доме.
Жена Нельсона и Пэт Райлли были арестованы прямо на месте отдыха по обвинению в укрывательстве преступников. Они были осуждены, но через несколько месяцев вышли из тюрем условно-досрочно. Итогом операции был полный провал, погиб один гражданский и один агент ФБР, еще пять человек, включая трех гражданских, были ранены. Общественность потребовала отставки директора ФБР Джона Гувера, а также увольнения агента Первиса, командовавшего операцией.

### Враг общества № 1
После убийства агента ФБР Картера Баума Малыш Нельсон, до этого не очень преследуемый ФБР, стал опасным наравне с Джонни Диллинджером.
23 апреля 1934 года Диллинджер, Гамильтон и Ван Митер, проезжая мимо дорожного поста полиции, вступили в перестрелку с узнавшими их полицейскими. Бандитам удалось оторваться, но одна из пуль тяжело ранила Гамильтона в спину, и тот умер неделю спустя. К этому времени с бандой воссоединился Малыш Нельсон, которого Диллинджер и Ван Митер подобрали в городе Орора, штат Иллинойс.
7 июня 1934 в городе Уотерлу, штат Айова, при попытке избежать ареста вместе со своей подругой Жанной Кромптон был убит бывший сообщник Гиллиса и Диллинджера — Томми Кэрролл. Для жены Малыша Нельсона — Хелен — это был настоящий удар, так как она была близкой подругой Кромптон.
Утром 30 июня 1934 года Диллинджер, Ван Митер, Гиллис и Красавчик Флойд ограбили банк в городе Саут-Бенд, штат Индиана. В ходе ограбления на место прибыли полицейские. Первый из них, Говард Вагнер, был застрелен Митером, затем Малыш Нельсон едва не был убит выстрелом местного жителя Гарри Берга. В результате перестрелки Нельсону удалось ранить Берга, но тот скрылся в здании, чем спас свою жизнь.
Пока Гиллис и Ван Митер вели стрельбу на улице, Флойд и Диллинджер вышли с деньгами (28000$) и тремя заложниками из банка. Однако заложники не остановили полицейских, и те открыли огонь по преступникам, в результате два заложника получили лёгкие ранения. Все преступники кинулись бежать, Ван Митер получил касательное ранение головы, но продолжил бег. Лёгкие ранения также получили несколько прохожих.
Для всех, кроме Красавчика Флойда, совершившего своё последнее ограбление 10 октября 1934, это ограбление стало последним в их жизни.
В июле охота ФБР на Малыша Нельсона стала усиливаться, и он с женой и ребёнком бежал в Калифорнию, остановившись у Джона Пола Чейса. По возвращении в Чикаго 15 июля 1934 года автомобиль Гиллиса угодил в засаду, устроенную агентами ФБР. В результате перестрелки агенты Фред Маккалистер и Гилберт Кросс получили тяжёлые ранения, но выжили.
22 июля 1934 года при выходе из кинотеатра, при попытке оказания вооружённого сопротивления во избежание ареста, агентами ФБР был убит Джонни Диллинджер. Новым «Врагом общества № 1» стал Красавчик Флойд, который был убит при попытке избежать ареста 22 октября 1934 года.
23 августа 1934 года в городе Сент-Пол в штате Миннесота в перестрелке с полицией был убит пытавшийся избежать ареста Ван Митер. Таким образом, Малыш Нельсон остался единственным участником банды Джонни Диллинджера.
С началом осени Малыш Нельсон в сопровождении семьи и Пола Чейса всё время перемещался по штату Калифорния. Основными местами его нахождения были Сан-Франциско и Рино. Также некоторое время Гиллис жил в Лас-Вегасе. 1 ноября 1934 года Малыш Нельсон вернулся с Чейсом и семьей в Чикаго, где остановился в гостинице. Утром, 27 ноября 1934 года ФБР удалось установить место, где он скрывается, а также марку и номер автомобиля, на котором он передвигается. Эти данные были разосланы всем сотрудникам ФБР в городе.

## Смерть
Малыш Нельсон был обнаружен агентами ФБР Германом Холлисом и Самуэлем Коули 27 ноября 1934 года за пределами Чикаго, в городе Баррингтон. Они начали преследование его автомобиля марки «Форд». Через некоторое время, заметив слежку, Гиллис обстрелял автомобиль агентов и попытался скрыться. Вместе с малышом Нельсоном в автомобиле находились Хелен Гиллис и Джон Пол Чейс.
Внезапно «Форд» преступников занесло на одном из поворотов, и они врезались в дерево. Холлис и Коули притормозили. Все трое открыли огонь по машине с агентами, однако двое по поручению Нельсона сбежали с места перестрелки. В это время Гиллис начал обстреливать из пистолета-пулемета агентов. Вскоре Коули удалось тяжело ранить Нельсона в грудь и живот, однако и сам Коули оказался ранен и вскоре потерял сознание. Холлису удалось ранить Нельсона в ногу, однако сам он, мгновение спустя, получил ранение в голову и был убит на месте.
Тем временем, на место перестрелки вернулся Джон Пол Чейс, который помог умирающему Нельсону добраться до машины и довез его на Уолнат-стрит в Баррингтон, где Нельсон спустя полчаса, около 19:35 по местному времени, скончался. Через несколько часов в одной из местных больниц после недолгого разговора с Первисом от ранений в живот и грудь скончался Самуэль Коули. Утром 28 ноября завернутое в одеяло тело Малыша Нельсона было обнаружено в одной из канав Баррингтона недалеко от католического кладбища.
Лестер Джозеф Гиллис был похоронен на кладбище «Saint Joseph’s Cemetery» в городе Ривер-гроу, штат Иллинойс, США, позже рядом с ним была похоронена его жена — Хелен.

## Характер
Нельсон был очень невысокого для мужчины роста, около пяти футов четырёх дюймов (163 см). 
Комплексом, связанным с ростом, по-видимому, объясняется его характер: он лез в бутылку по малейшему поводу.
Как человек семейный, он разъезжал по стране с супругой, а иногда и с двумя маленькими детьми, и при этом являлся преступником, которого называли самым жестоким бандитом эпохи Великой депрессии.

## В кинематографе
- «Малыш Нельсон» (Baby Face Nelson), США, 1957. Реж. Дон Сигел. В роли Малыша Нельсона Микки Руни
- «Малявка Нельсон» / «Малыш Нельсон» / «Красавчик Нельсон» / (Baby Face Nelson), США, 1995. В роли Малыша Нельсона — Кристофер Томас Хауэлл
- «Диллинджер» (Dillinger), США, 1973. Малыш Нельсон появляется в качестве второстепенного персонажа. Роль исполняет Ричард Дрейфус
- «Джонни Д.» (Public enemies), США, 2009. В роли Малыша Нельсона Стивен Грэм
- О, где же ты, брат? (эпизод).